# 浮水生物

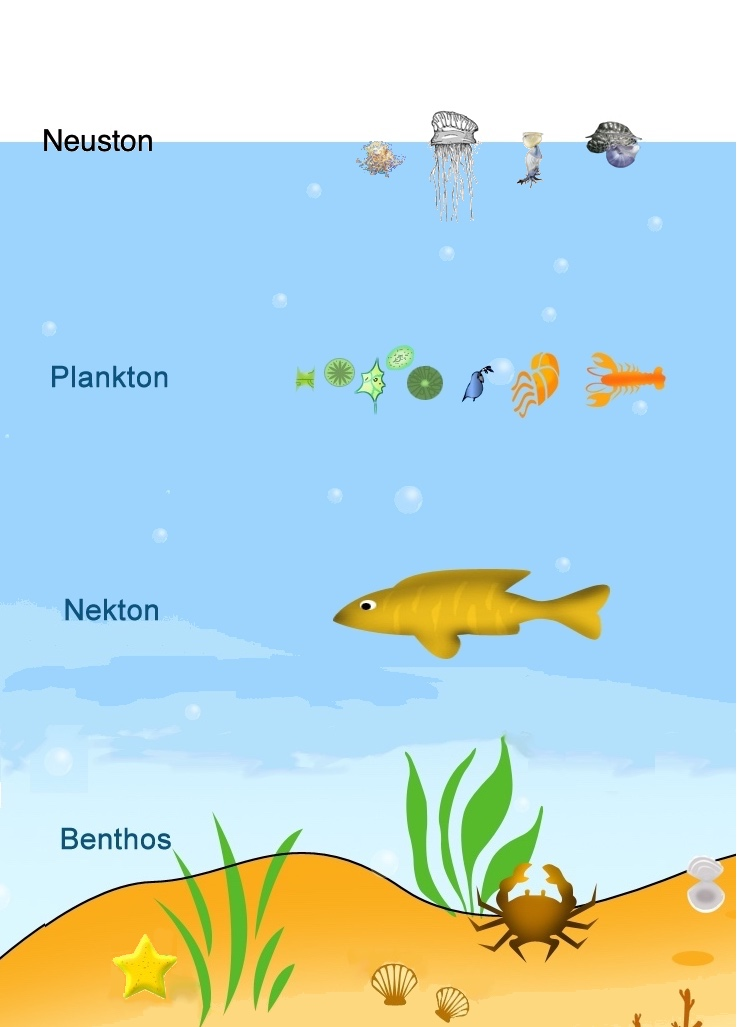
水生生物的四大生态位类群（由浅至深）：浮水生物（neuston）、浮游生物（plankton）、自游生物（nekton）和底栖生物（benthos）

浮水生物（羅馬化：neustós，直译：“游水”）也称漂浮生物（pleuston，羅馬化：pleûsis，直译：“帆航”）或水表生物，指完全栖息在水体（包括淡水、半咸水和海水）表面的生物。浮水生物的主要特点是具有足够浮力将自身主体保持在水面位置，或者可以利用表面张力保持在水面不下沉。
浮水生物可以笼统的划分为浮水植物（phytoneuston）和浮水动物（zooneuston）两大类：“浮水植物”一词通常专指漂浮性水生植物（如满江红、浮萍和大薸），广义上则泛指所有漂浮在水面的自营生物，包括可以进行光合作用的浮水藻类和蓝绿菌菌落；“浮水动物”一词除了专指在水面栖息的水生动物外，广义上泛指所有浮水的异营生物，因此也包括原生动物（如纤毛虫）。

## 分类
浮水生物还可以根据不同标准进行细分。美国海洋学家迈克尔·肯尼什（Michael J. Kennish）在2016年出版的《河口湾百科全书》（Encyclopedia of Estuaries）一书中根据相对水面的物理位置细分为两类：
- 表上浮水生物（epineuston）：指在保持水面上方的生物；
- 表下浮水生物（hyponeuston）：指在保持在水面下方很浅的深度的生物。

而水与空气之间的界面有时也被单独算作一个区域，其中栖息的微生物被称作“微层浮水生物”（microlayer neuston）。
而美国生物学家哈罗德·马歇尔（Harold G. Marshall）与波兰水生物学家卢博米拉·布查特（Lubomira Burchardt）在两人2005年合著的论文中则将浮水生物根据生态行为分为三类：
- 真浮水生物（euneuston）：指完全栖息于水面的生物；
- 兼性浮水生物（facultative neuston）：指只在部分时段（通常为夜晚）完全栖息于水面的生物；
- 伪浮水生物（pseudoneuston）：指只在短时间内来到水面栖息的生物。

## 淡水浮水生物

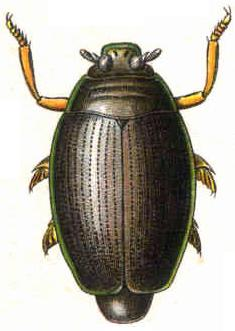
豉甲虫（Gyrinus natator）
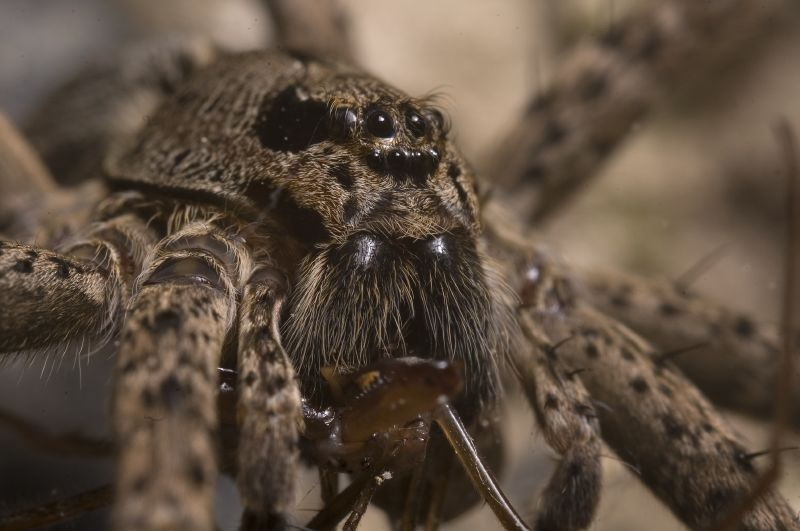
水生圆跳虫（Sminthurides aquaticus）
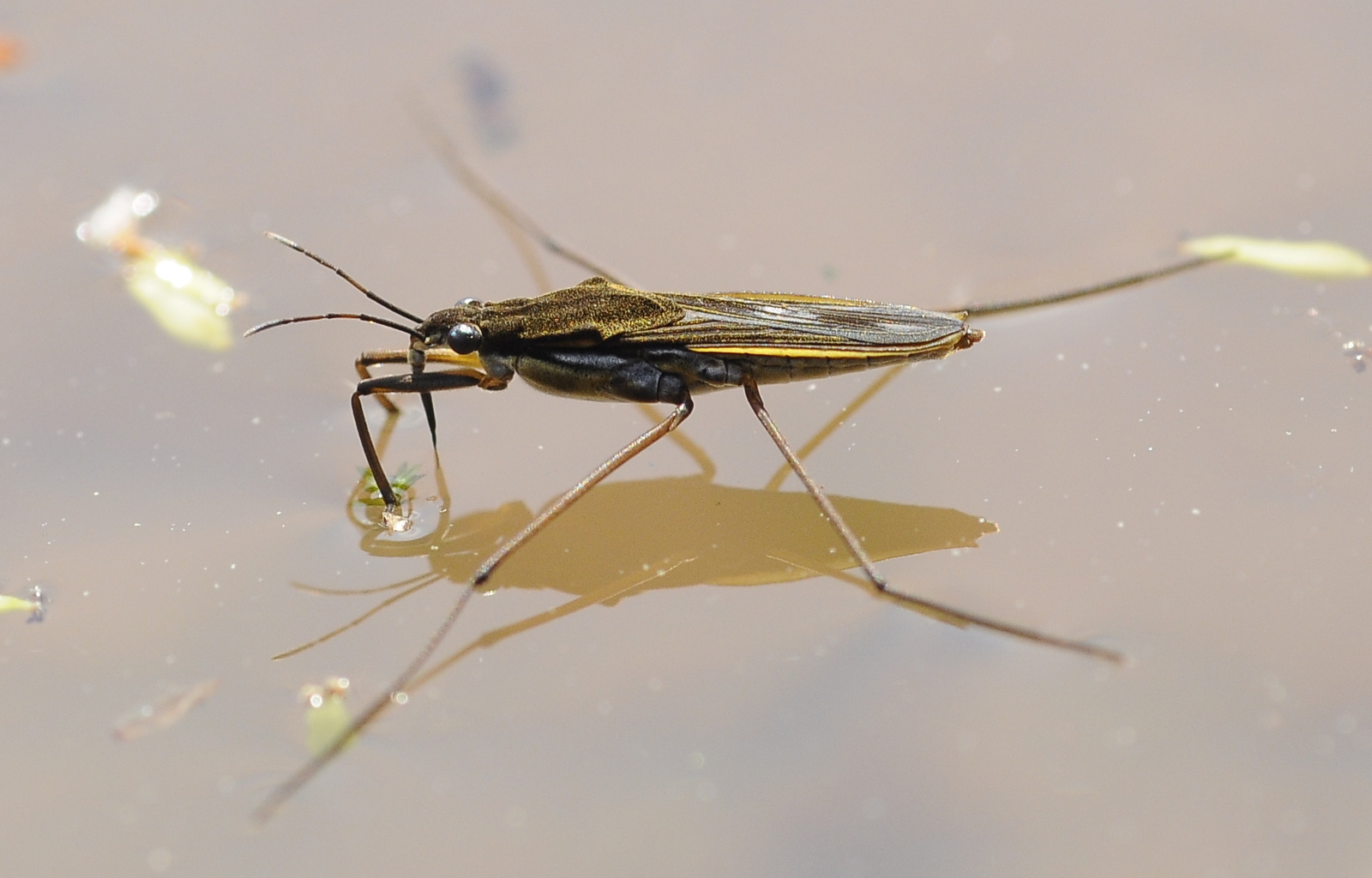
水蛛（Argyroneta aquatica）
- 水黾（Gerris commun）
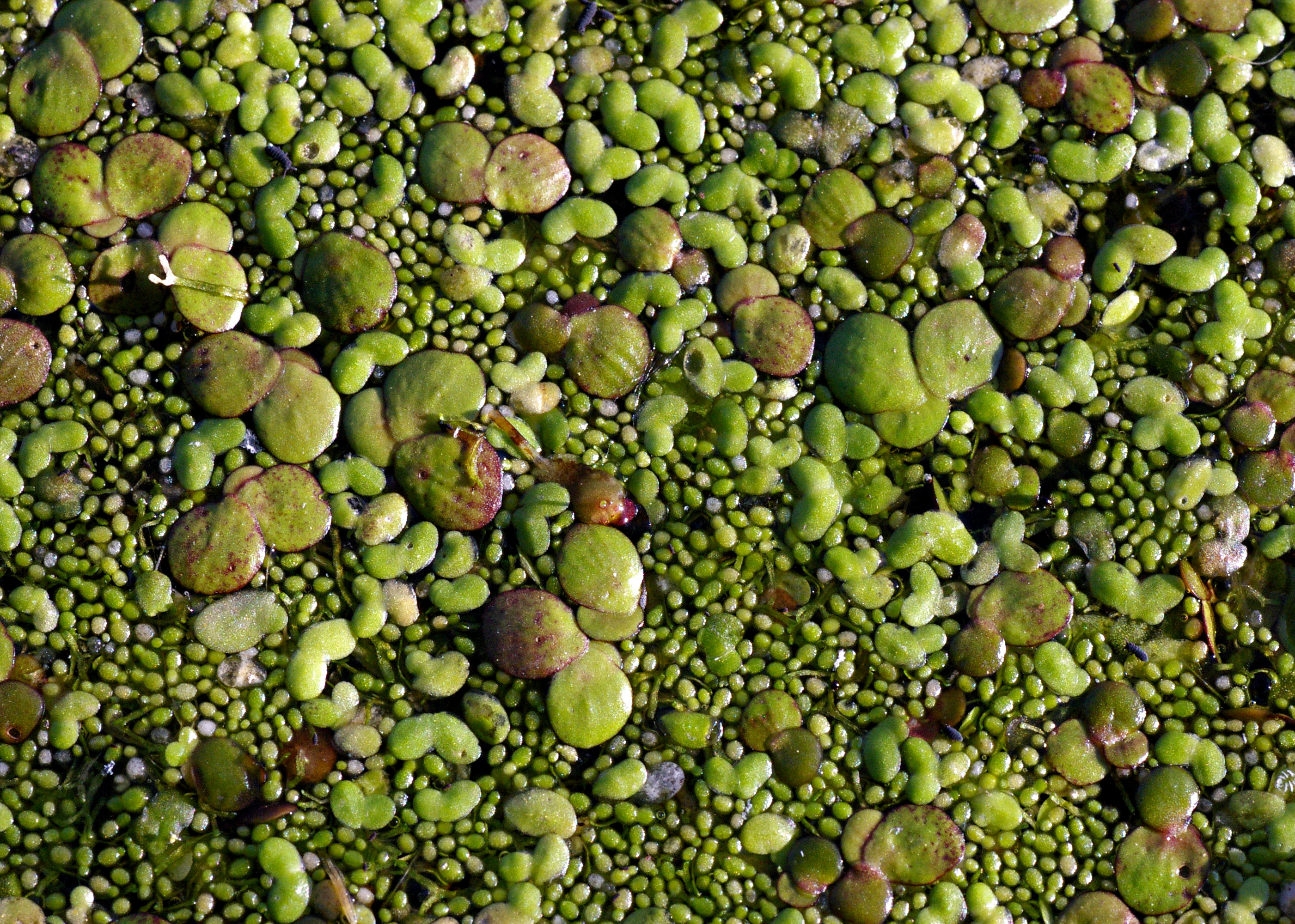
各类浮萍亚科浮水植物（从大到小）：紫萍（Spirodela polyrhiza）、浮萍（Lemna minor）、芜萍（Wolffia arrhiza）
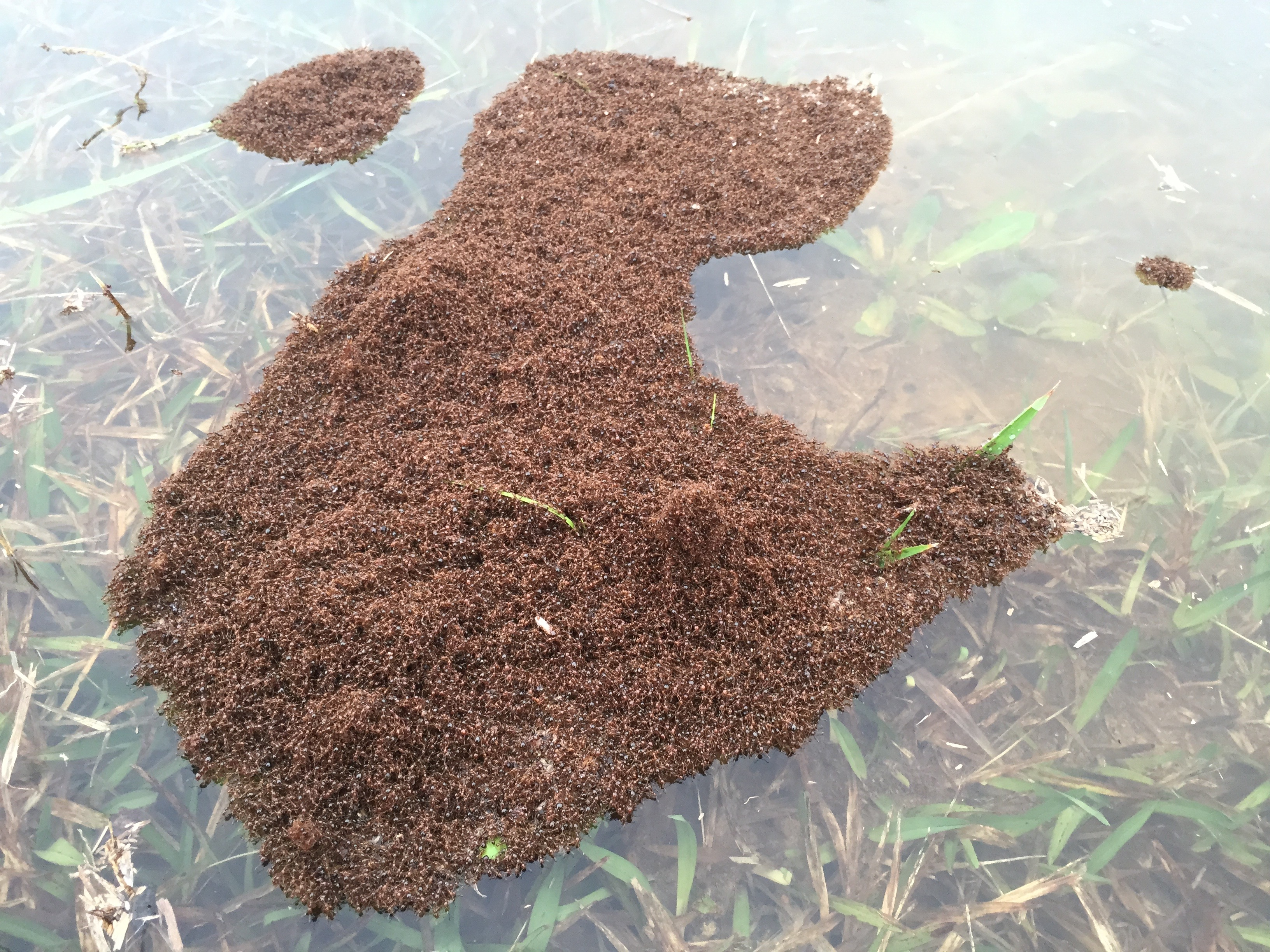
入侵红火蚁（Solenopsis invicta）在遭遇洪水时会临时抱团形成一个浮水的“蚁筏”来保证蚁后和卵的存活

## 海洋浮水生物

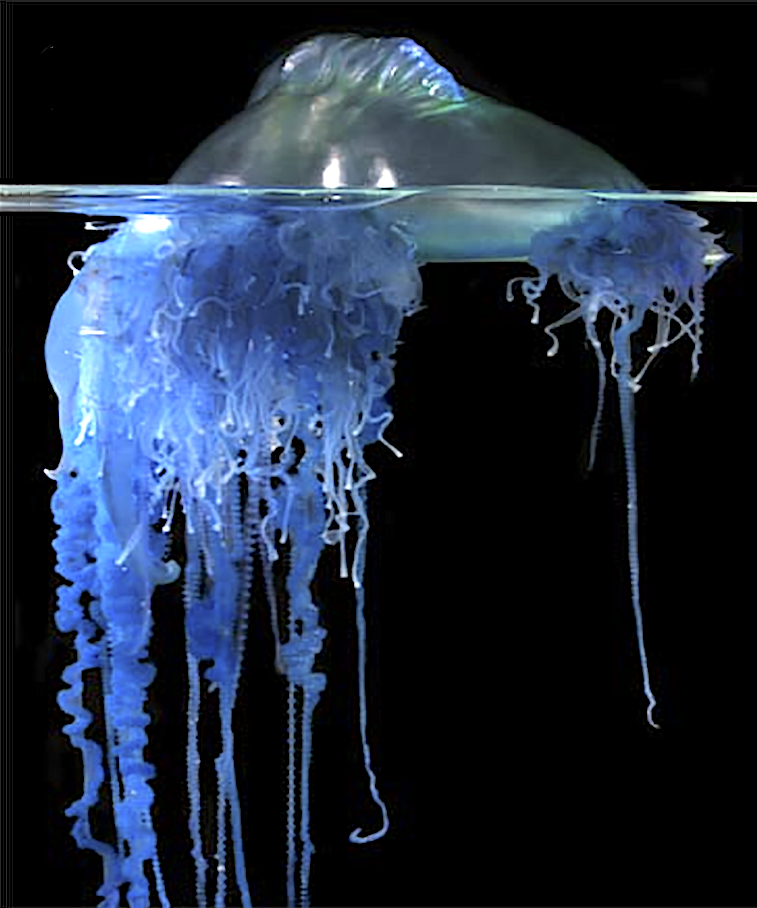
僧帽水母（Physalia）
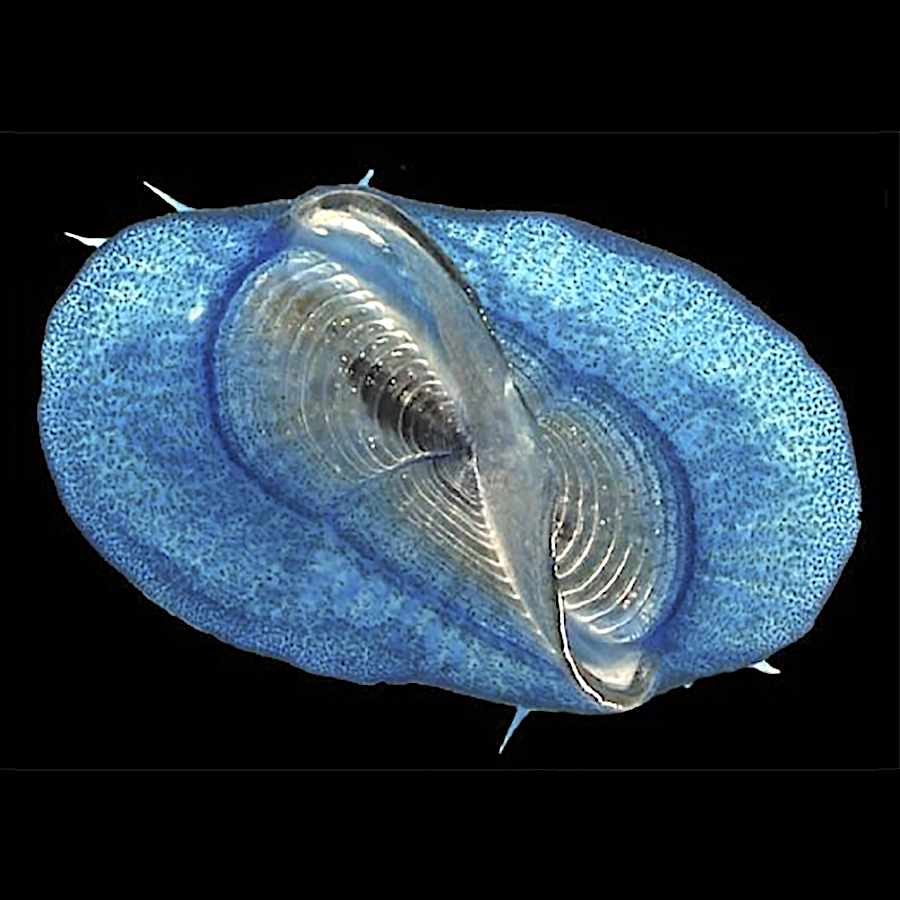
帆水母（Velella）
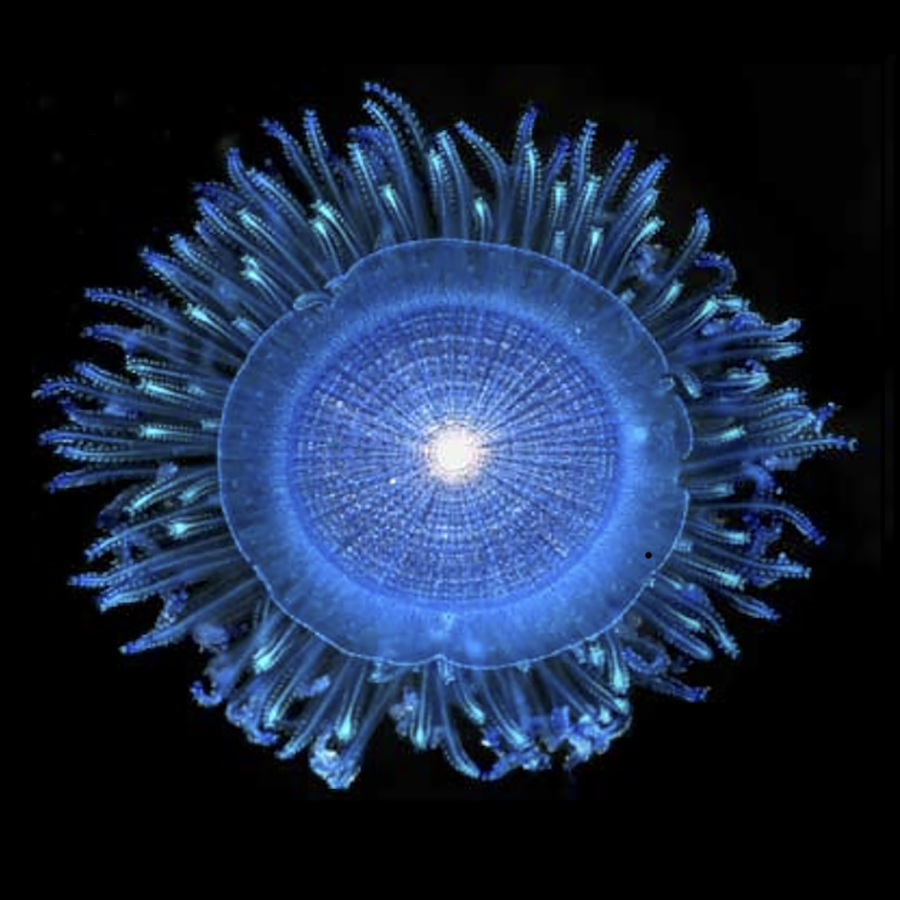
银币水母（Porpita）
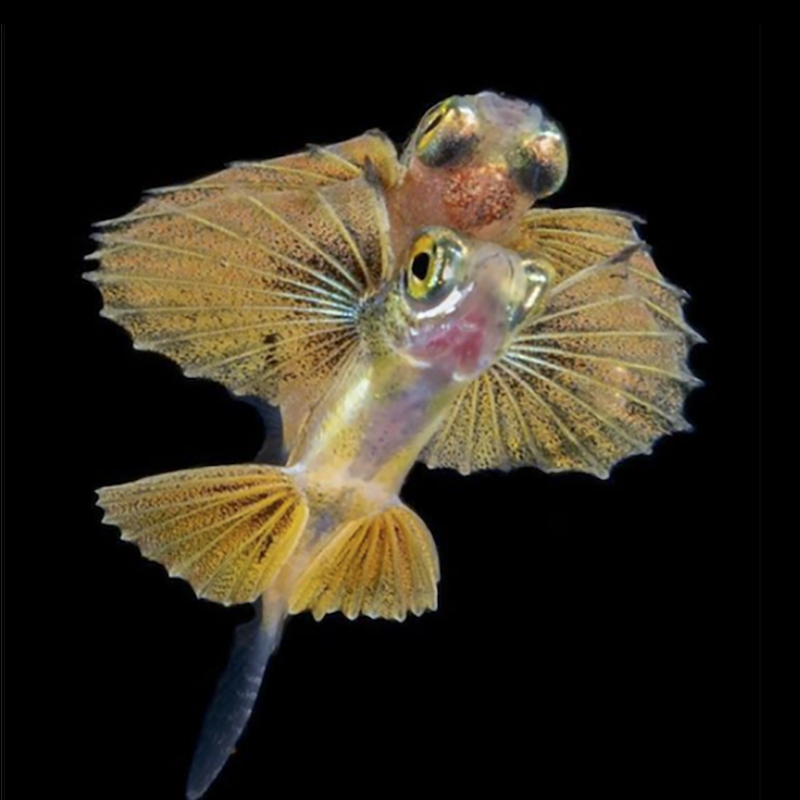
飞鱼（Exocoetidae）
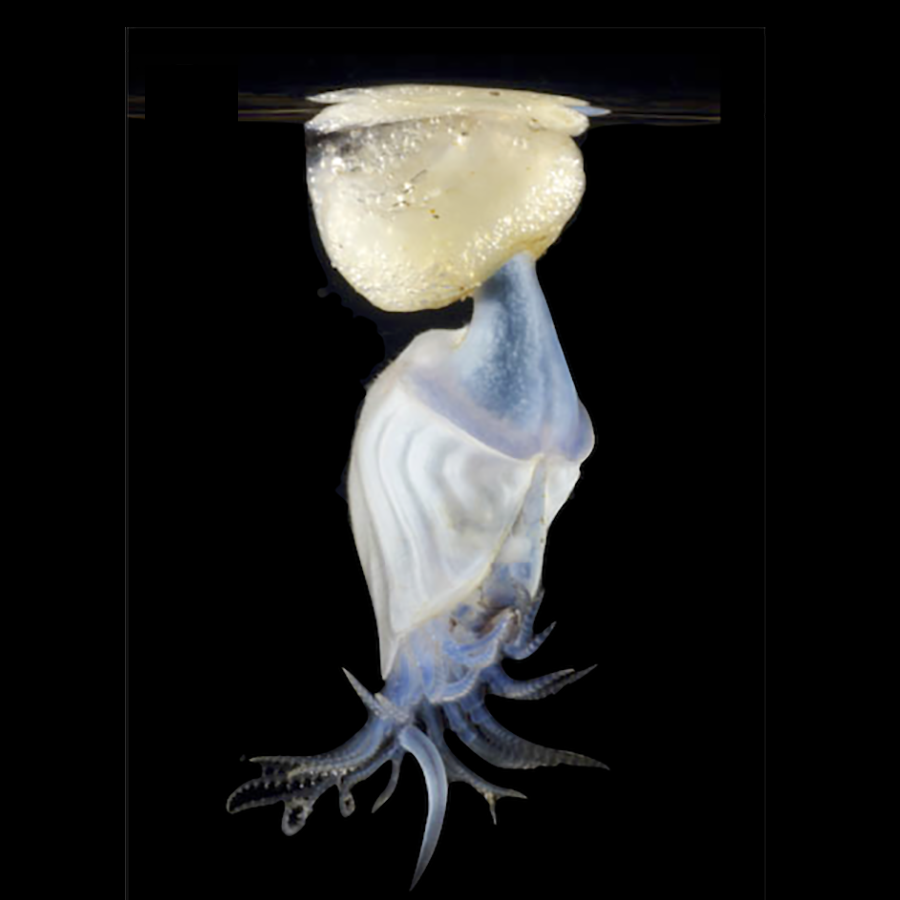
浮标藤壶（Dosima fascicularis）
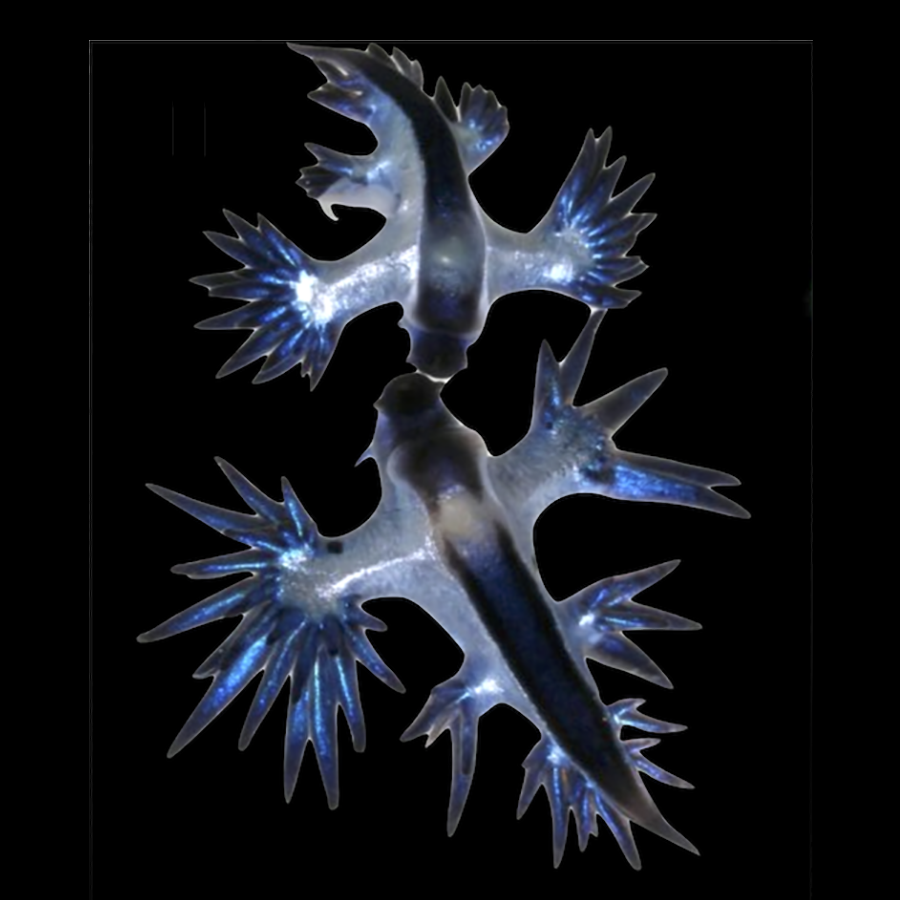
蓝海龙（Glaucus）
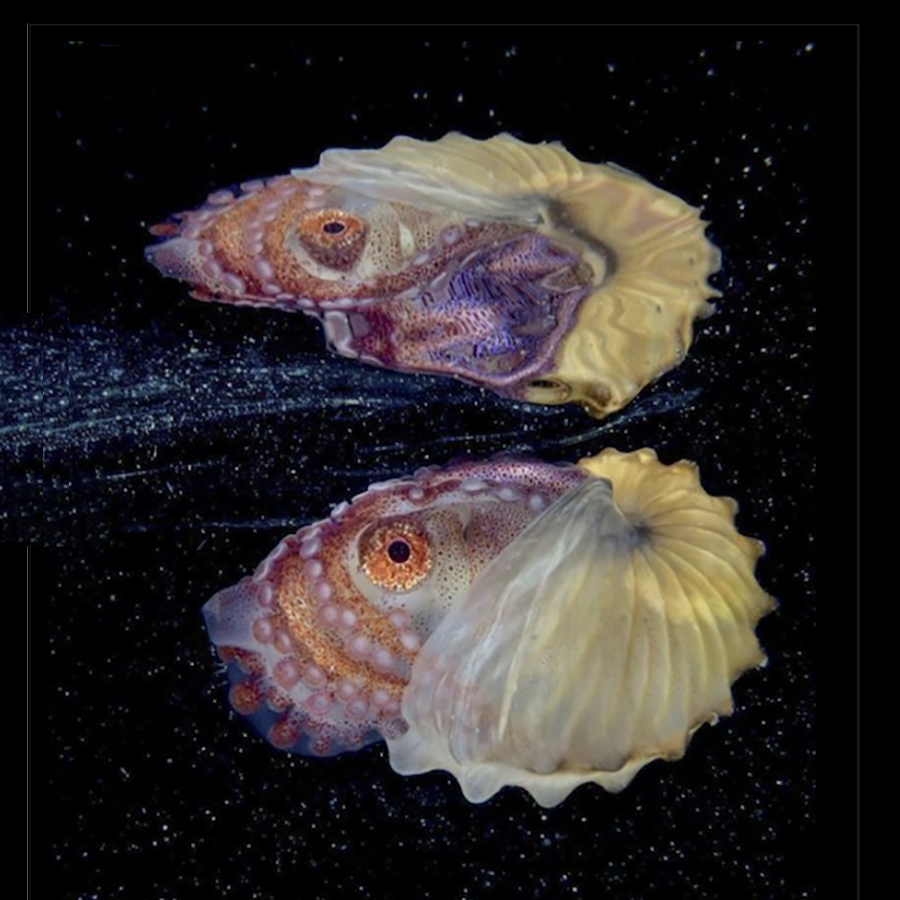
船蛸（Argonauta）
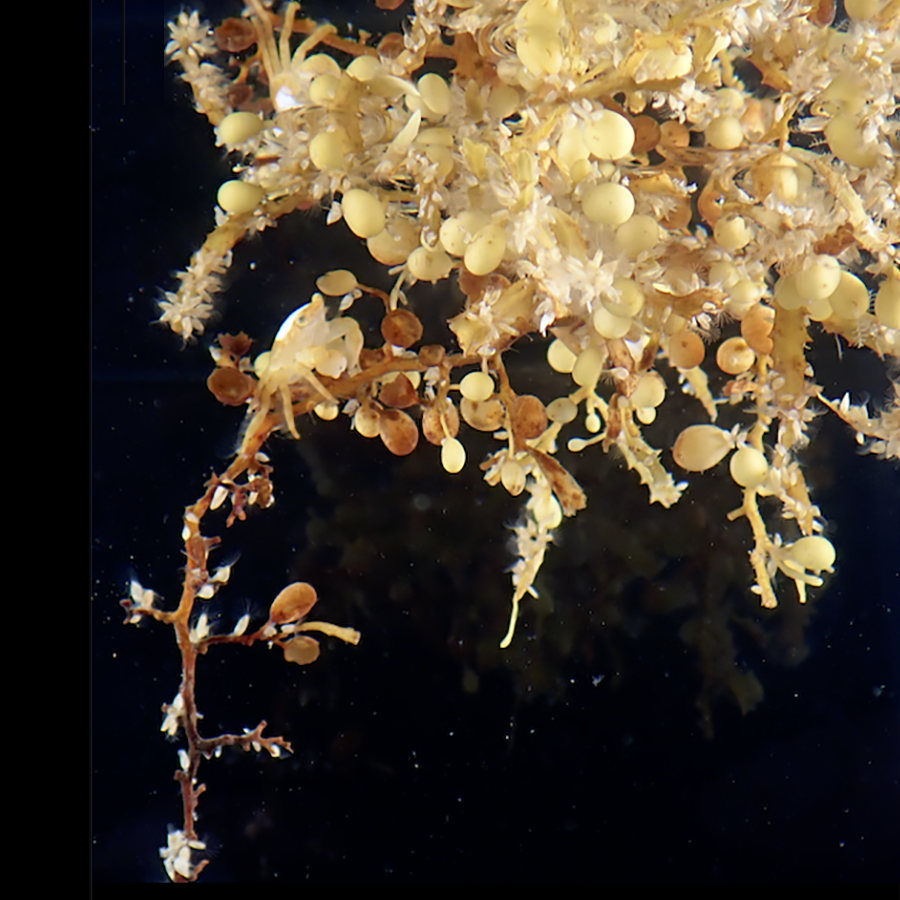
马尾藻（Sargassum）
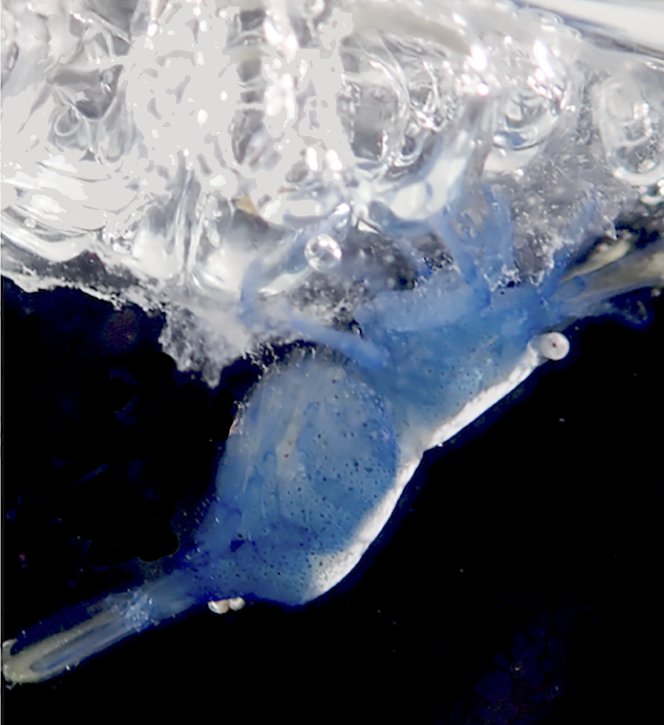
藻虾（Hippolytidae）
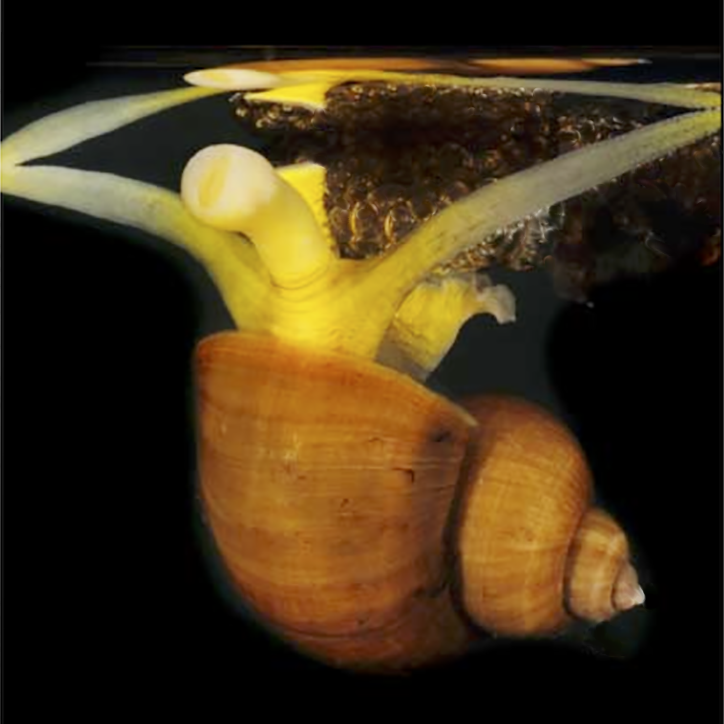
黄紫螺（Recluzia）
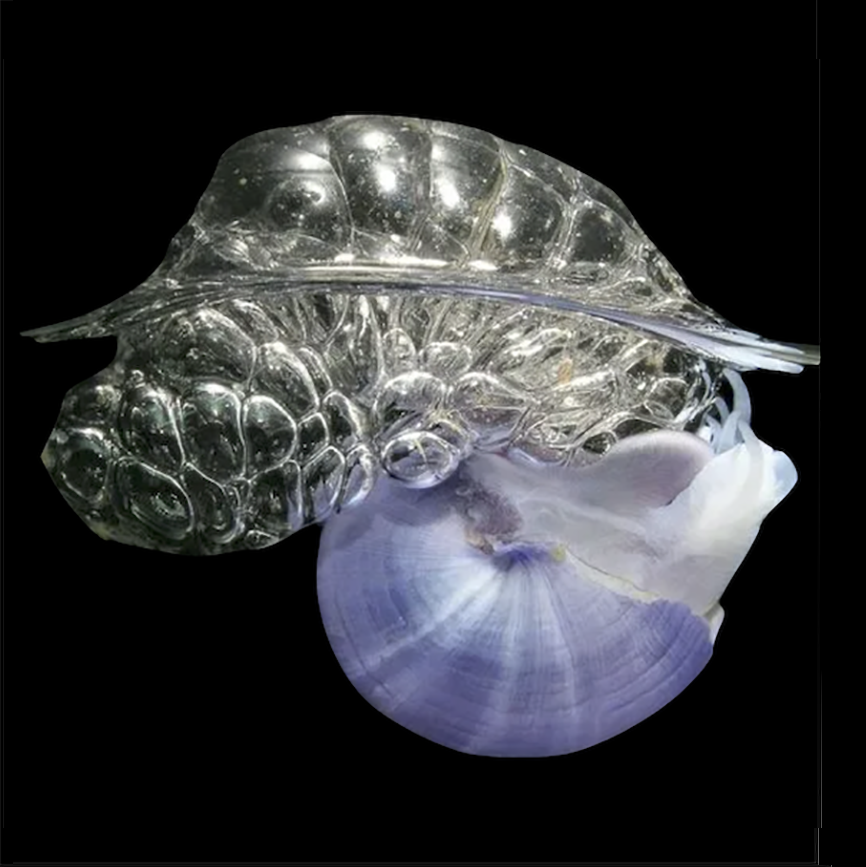
紫螺（Janthina）
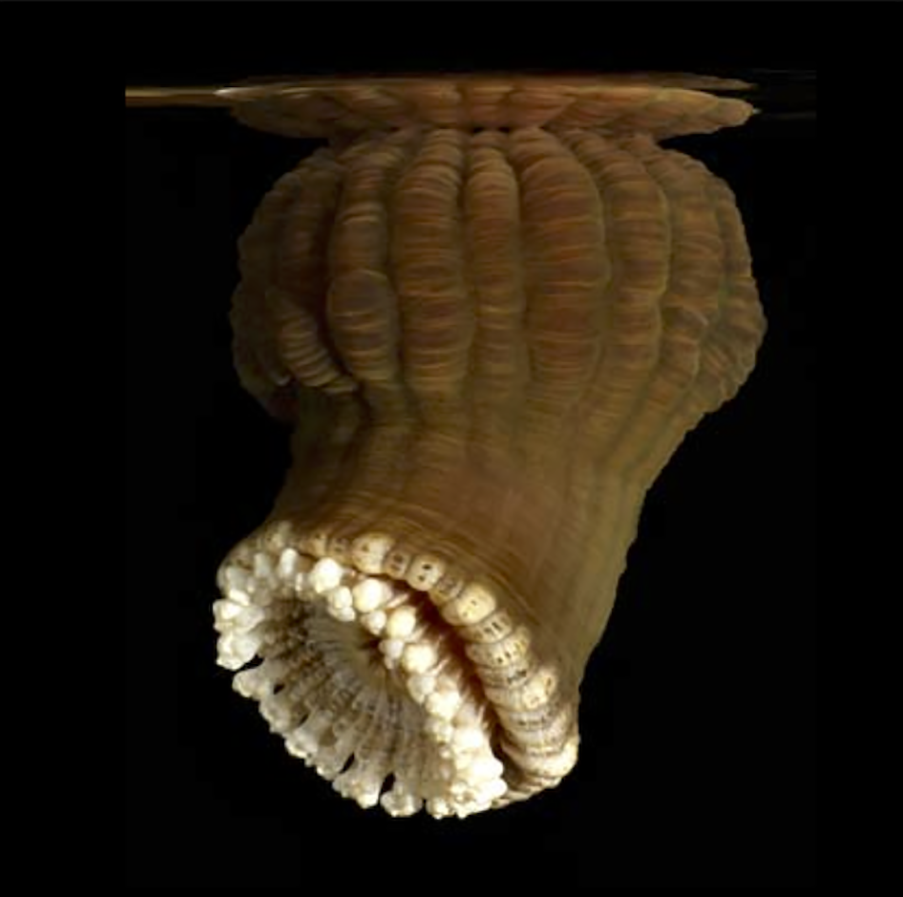
浮水海葵（Actinecta）